# Mesochorus longidens
Mesochorus longidens är en stekelart som beskrevs av Dasch 1974. Mesochorus longidens ingår i släktet Mesochorus och familjen brokparasitsteklar. Inga underarter finns listade i Catalogue of Life.